# 1781年の相撲
1781年の相撲（1781ねんのすもう）は、1781年の相撲関係のできごとについて述べる。

## 本場所など
- 3月場所（江戸相撲）[1]
  - 興行場所:市ヶ谷長龍寺境内
  - 3月29日（旧3月5日）より晴天10日間興行
- 8月場所（大坂相撲）[2]
  - 興行場所:難波新地
  - 9月26日（旧8月9日）より10日間興行
- 10月場所（江戸相撲）[3]
  - 興行場所:本所回向院
  - 12月3日（旧10月18日）より晴天10日間興行。